# Nella Walker
Pour les articles homonymes, voir Walker.
Nella Walker est une actrice américaine, née à Chicago (Illinois, États-Unis) le 6 mars 1886, morte à Los Angeles (Californie, États-Unis) le 22 mars 1971.

## Biographie
Après des débuts au théâtre comme actrice de vaudeville, Nella Walker entame au cinéma, en 1929, une carrière riche de cent-dix-sept films américains, comme second rôle de caractère. Son dernier film, l'un de ses plus connus, est Sabrina en 1954, année où elle se retire définitivement.

## Filmographie partielle
- 1929 : Le Vagabond du jazz (The Vagabond Lover) de Marshall Neilan
- 1930 : Rain or Shine de Frank Capra
- 1930 : Quelle veuve ! (What a Widow !) d'Allan Dwan
- 1930 : Une perle rare (Alias French Gertie) de George Archainbaud
- 1931 : The Public Defender de J. Walter Ruben
- 1931 : Indiscret (Indiscreet) de Leo McCarey
- 1932 : Haute Pègre (Trouble in Paradise) d'Ernst Lubitsch
- 1932 : Frisco Jenny de William A. Wellman
- 1933 : Toujours dans mon cœur (Ever in my Heart) d'Archie Mayo
- 1933 : Sensation Hunters (en) de Charles Vidor
- 1933 : Une soirée à Vienne ou Valse d'amour (Reunion in Vienna) de Sidney Franklin
- 1933 : Sa douce maison (The House on 56th Street) de Robert Florey
- 1934 : Four Frightened People de Cecil B. DeMille
- 1934 : The Ninth Guest de Roy William Neill
- 1934 : Les Pirates de la mode (Fashions of 1934) de William Dieterle
- 1934 : La Métisse (Behold My Wife) de Mitchell Leisen
- 1934 : All of Me de James Flood
- 1934 : Premier Amour (Change of heart) de John G. Blystone
- 1935 : A Dog of Flanders d'Edward Sloman
- 1935 : Rivaux (Under Pressure) de Raoul Walsh
- 1935 : The Right to Live de William Keighley
- 1935 : Going Highbrow, de Robert Florey
- 1935 : La Dame en rouge (The Woman in Red) de Robert Florey
- 1935 : Mexico et retour (Red Salute) de Sidney Lanfield
- 1936 : La Petite Provinciale (Small Town Girl) de William A. Wellman
- 1936 : Gardez-les sous les verrous (Don't Turn 'em Loose) de Benjamin Stoloff
- 1936 : Capitaine Janvier (Captain January) de David Butler
- 1936 : Trois Jeunes Filles à la page (Three Smart Girls) d'Henry Koster
- 1937 : Stella Dallas de King Vidor
- 1937 : Quarante-cinq Papas (45 Fathers) de James Tinling
- 1938 : La Coqueluche de Paris (The Rage of Paris) d'Henry Koster
- 1938 : Le Jeune docteur Kildare (Young Dr. Kildare) de Harold S. Bucquet
- 1939 : Veillée d'amour (When Tomorrow comes) de John M. Stahl
- 1939 : L'Autre (In Name Only) de John Cromwell
- 1939 : The Saint Strikes Back de John Farrow
- 1939 : Les trois jeunes filles ont grandi (Three Smart Girls Grow Up) d'Henry Koster
- 1939 : Swanee River de Sidney Lanfield
- 1939 : A Child Is Born de Lloyd Bacon
- 1940 : Kitty Foyle de Sam Wood
- 1940 : Monsieur Wilson perd la tête (I love you again) de W. S. Van Dyke
- 1940 : The Saint Takes Over de Jack Hively
- 1941 : Le Tombeur du Michigan (Reaching for the Sun) de William A. Wellman
- 1941 : Hellzapoppin' de H. C. Potter
- 1941 : Son patron et son matelot (A Girl, A Guy and a Gob) de Richard Wallace
- 1941 : Kathleen de Harold S. Bucquet
- 1941 : Back Street de Robert Stevenson
- 1941 : Deux Nigauds soldats d'Arthur Lubin
- 1942 : L'Assassin au gant de velours (Kid Glove Killer) de Fred Zinnemann
- 1942 : Danse autour de la vie (We were dancing) de Robert Z. Leonard
- 1943 : Laurel et Hardy chefs d'îlot (Air Raid Wardens) d'Edward Sedgwick
- 1943 : Liens éternels (Hers to Hold) de Frank Ryan
- 1944 : Hommes du monde (In Society) de Jean Yarbrough
- 1944 : Meurtre dans la chambre bleue (Murder in the Blue Room) de Leslie Goodwins
- 1945 : Follow that Woman de Lew Landers
- 1946 : Du burlesque à l'opéra (Two Sisters from Boston) d'Henry Koster
- 1946 : Le Médaillon (The Locket) de John Brahm
- 1947 : Au carrefour du siècle (The Beginning or the End) de Norman Taurog
- 1947 : Hollywood en folie (Variety Girl) de George Marshall
- 1947 : Scandale en Floride (That Hagen Girl) de Peter Godfrey
- 1947 : Le Souvenir de vos lèvres (This Time for Keeps) de Richard Thorpe
- 1950 : Voyage à Rio (Nancy goes to Rio) de Robert Z. Leonard
- 1952 : Flesh and Fury (en) de Joseph Pevney
- 1954 : Sabrina de Billy Wilder